# Вишнівчик (гміна)
Гміна Вишнівчик — сільська гміна у Підгаєцькому повіті Тернопільського воєводства Другої Речі Посполитої. Адміністративним центром гміни було село Вишнівчик.
Гміна утворена 1 серпня 1934 року в рамках нового закону про самоврядування (23 березня 1933 року).
Площа гміни — 94,02 км²
Кількість житлових будинків — 1706
Кількість мешканців — 8084
Гміну створено на основі давніших сільських гмін Гайворонка, Гниловоди, Котузів, Сапова, Вишнівчик, Зарваниця.